# Izidie

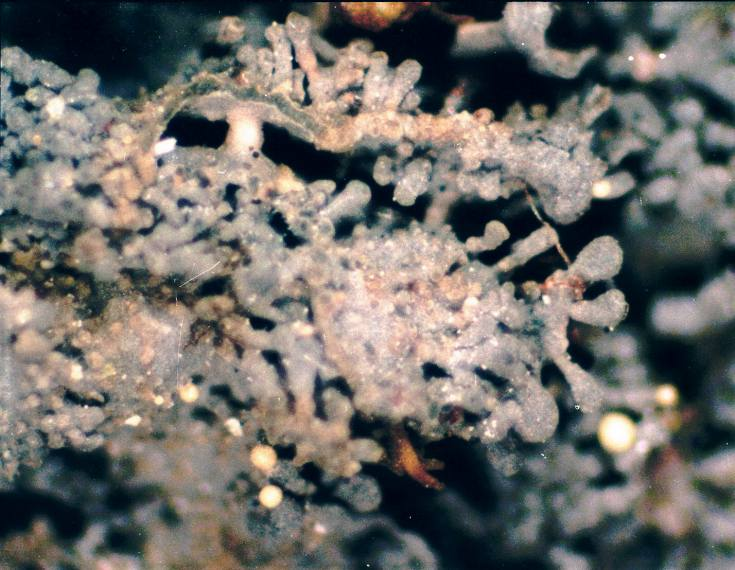
Leptogium cyanescens

Izidie (singulár zřídka izidium) jsou malé (asi 0,5-1 mm) výrůstky stélky na kůře lišejníků.
Slouží k vegetativnímu rozmnožování. Oddělují se od mateřské stélky.

Izidie obsahují fotobionta i mykobionta a ty jsou do vrstev uspořádány shodně s mateřskou stélkou. Bývají granulovité, někdy pokryté výrůstky, jehlicovitého či prstovitého tvaru, méně často lopatkovitého či šupinkovitého tvaru, někdy složitě větvené.
Navenek podobné ale anatomicky odlišné jsou tzv. izidiomorfy. Tento pojem zahrnuje např. pseudoizidie (bez fotobionta a bez souvislé kůry) a mnoho jiných struktur.
Zcela nepodobné jsou soredie, velmi drobné částice, které tvoří prášek.